# Eutin 08
Die Eutiner Sportvereinigung von 1908 e. V., allgemein bekannt als Eutin 08, ist ein Sportverein aus Eutin in Schleswig-Holstein. Der als 1. Eutiner Fußballclub von 1908 gegründete Verein ist insbesondere für seine Fußballabteilung bekannt, die die zweitälteste in der Holsteinischen Schweiz ist und zu verschiedenen Zeitpunkten eine der stärksten Herrenmannschaften Schleswig-Holsteins stellte. Insbesondere in der unmittelbaren Nachkriegszeit waren die ESV-Herren erfolgreich und verpassten als Vizemeister der Landesliga Schleswig-Holstein 1948/49 die Teilnahme an der Aufstiegsrunde zur erstklassigen Oberliga Nord nur knapp. Auch in den 1980er- und 2010er-Jahren gehörten die Eutiner zur fußballerischen Landesspitze und gewannen dabei nicht nur zwei SHFV-Landesmeisterschaften, sondern waren mit den Teilnahmen an der drittklassigen Fußball-Oberliga Nord 1990/91 sowie der viertklassigen Fußball-Regionalliga Nord 2017/18 auch für zwei Jahre in den höchsten Spielklassen des Norddeutschen Fußball-Verbandes vertreten. Neben der Fußballsparte gibt es im Verein noch die Abteilungen Handball, Tanzen, Fitness und Gymnastik sowie Freizeitsport.

## Vereinsgeschichte
Eutin 08 wurde am 13. August 1908 als 1. Eutiner Fußballclub von 1908 durch junge Kaufleute gegründet, wobei die Mitgliederschaft sich vermutlich – ähnlich wie bei weiteren Fußballvereinen, die zu dieser Zeit in Kiel, Bad Segeberg oder Bad Oldesloe gegründet wurden – überwiegend aus dem Umfeld von Oberrealschülern und Gymnasiasten rekrutierte. Durch seine Gründung war der EFC nach dem 1. Plöner Ballspielverein der zweite Verein der Region sowie der erste Verein aus dem damals noch nicht zu Schleswig-Holstein gehörenden Fürstentum Lübeck, in dem Fußball gespielt wurde. In mehrfacher Hinsicht unterschied sich der Eutiner Fußballclub dabei noch von der heutigen ESV: So liefen die EFC-Sportler in ihrer Anfangszeit in weißer und grün-weißer Spieltracht auf, zudem beschränkte sich der Sportbetrieb innerhalb des Vereins zunächst tatsächlich auf das Fußballspiel. Noch vor Beginn des Ersten Weltkriegs wurden allerdings Versuche unternommen, das Sportangebot durch die Einrichtung weiterer Sparten zu erweitern. Dementsprechend beschloss der Verein im Jahr 1921 seine Umbenennung und gab sich den Namen Eutiner Sportvereinigung von 1908. Die ESV behielt diesen Namen bis heute bei und ist nach der TS Riemann Eutin sowie dem Schachverein von 1875 zu Eutin mittlerweile der drittälteste noch bestehende Sportverein der Stadt.
Nachdem der Verein unmittelbar nach dem Ende des Ersten Weltkriegs noch unter hundert Mitglieder zählte, entwickelte er sich insbesondere in der Zeit nach 1945 zu einem der größten Eutiner Sportvereine. Derzeit ist die Eutiner SV 08 nach dem PSV Eutin und der BSG Eutin der drittgrößte Sportverein in der Rosenstadt, wobei die Mitgliederzahl seit 1990 trotz gewisser Schwankungen stets im Bereich von etwa 600 bis 800 lag. Auch im Hinblick auf die Vereinsführung brachten die Jahre nach dem Ende des Zweiten Weltkriegs erhebliche Veränderungen: Während in den ersten Jahrzehnten nach der Vereinsgründung noch zwanzig verschiedene Männer die Funktion des ersten Vorsitzenden ausübten, kam es auf dieser Position in den anschließenden 75 Jahren zu fünf Wechseln. Seit 1964 gab es mit dem früheren CDU-Landtagsabgeordneten Fritz Latendorf sowie dem Lokalpolitiker Dieter Holst (CDU) nur noch zwei Personen, die den Verein jeweils über mehrere Jahrzehnte führten. Obwohl der geschäftsführende Vorstand des Vereins gemäß seiner Satzung aus bis zu acht Personen besteht, sind seit einigen Jahren mehrere Posten (bis 2021 auch derjenige des ersten Vorsitzenden) unbesetzt.

## Fußball

### Ligamannschaft

#### 1908 – 1945: Gründungsjahre und erste Teilnahmen am Spielbetrieb
Rund zwei Monate nach der Vereinsgründung kam es in Form eines Freundschaftsspiels gegen Germania Neumünster zur ersten Begegnung der Vereinsgeschichte, die mit 1:3 verloren wurde. Auch in den folgenden Jahren bestritt der EFC mehrere Freundschaftsspiele gegen Vereine aus der Region, 1911 war mit dem TV Hamburg-Eimsbüttel erstmals auch eine Mannschaft aus Hamburg in Eutin zu Gast. Im gleichen Jahr erfolgte schließlich die Aufnahme in den Norddeutschen Fußballverband, wobei der Verein dem NFV-Unterbezirk Ostholstein zugeteilt wurde. Obwohl die Eutiner erst nach dem Ersten Weltkrieg an den offiziellen Ligameisterschaften des Bezirkes Lübeck teilnahmen, absolvierten sie bereits 1913 eine erste regionale Punktrunde gegen weitere Mannschaften aus dem Osten des heutigen Schleswig-Holsteins. Dort traf der EFC auf Cimbria Neustadt, den 1. Plöner Ballspielverein und Teutonia Oldenburg und belegte am Ende den ersten Platz.
Zu Beginn der 1920er Jahre nahmen die Fußballer aus der Rosenstadt – nun unter dem Namen Eutiner SV von 1908 – an der jeweils zweithöchsten Liga im NFV-Bezirk Lübeck-Mecklenburg teil. In den Spielklassen, die mehrfachen Namenswechseln und Modusänderungen unterworfen waren, spielte die ESV-Elf eine zunehmend bedeutsamere Rolle und verzeichnete auch erste sportliche Erfolge: Nachdem 1922 der vierte Platz in der 1. Klasse Lübeck erreicht wurde, setzten sich die Eutiner 1924 in der A-Staffel der Gauliga Lübeck durch und durften an der Aufstiegsrunde zur erstklassigen Bezirksliga Lübeck-Mecklenburg teilnehmen. Gegen die SV Polizei Lübeck, einem Vorläufer des heutigen VfB Lübeck, setzte sich der Verein mit 6:0 und 3:1 sicher durch und wäre damit für das Endspiel um den Aufstieg gegen Germania Wismar qualifiziert gewesen. Ein Einspruch der SV Polizei, dessen Gründe nicht überliefert sind, führte jedoch zur Annullierung der Erstrunden-Begegnungen; in der Folge wurde ein weiteres Entscheidungsspiel gegen die Lübecker angesetzt, auf das die ESV jedoch (vermutlich aus Protest) verzichtete.
In den Jahren zwischen 1925 und 1930 erzielte Eutin 08 hingegen nur durchwachsene Ergebnisse und landete durchgehend im (zum Teil unteren) Mittelfeld der Liga. 1930 setzte es für die Rosenstädter unter anderem eine 2:13-Niederlage gegen die mittlerweile sportlich wesentlich stärkere SV Polizei Lübeck. In diesem Zeitraum erwuchs dem Verein in Form des VfL Eutin erstmals auch eine sportlich bedeutende stadtinterne Konkurrenz. Der aus dem Umfeld des 6. Infanterie-Regiments stammende Verein für Leibesübungen erreichte ab 1925 mehrmals bessere Platzierungen als die ESV und stieg 1927 sogar für ein Jahr in die Erstklassigkeit auf. Erst zu Beginn der 1930er-Jahre wurden die 08-Fußballer wieder erfolgreicher und gewannen sowohl 1931/32 als auch 1932/33 die Meisterschaft in ihrer jeweiligen Zweitliga-Staffel. 1932 folgte eine Relegationsrunde um den Aufstieg in die Oberliga gegen Germania Wismar und Schwerin 03, in der sich am Ende allerdings die Germania durchsetzte.
Der Beginn der NS-Diktatur im Jahr 1933 hatte in mehrerer Hinsicht Auswirkungen auf die Eutiner Fußball-Geschichte: Die Ortsrivalen vom Eutiner Fußball-Klub von 1930, dem viele ehemalige Mitglieder des verbotenen Arbeiterturnvereins Eichenkranz Eutin angehörten, widersetzten sich der Gleichschaltung und kamen mit ihrer Vereinsauflösung im August 1933 einem Verbot zuvor. Einige Mitglieder traten daraufhin zur (bereits gleichgeschalteten) Eutiner SV 08 über. Darüber hinaus veränderte sich nun auch die Ligastruktur, wobei die Einführung der Gauliga Nordmark dafür sorgte, dass die Eutiner als amtierender Staffelmeister keine Möglichkeit zur Teilnahme an eventuellen Aufstiegsspielen mehr bekamen.
Die meisten tiefgreifenden Veränderungen für den Fußball in der Region ergaben sich jedoch erst in den kommenden Jahren: 1933/34 gingen die Eutiner noch wie gewohnt mit den Vereinen aus den Großräumen Lübeck und Schwerin in einer gemeinsamen zweitklassigen Liga an den Start, die nun als West-Staffel der Bezirksliga bezeichnet wurde. Anschließend erfolgten jedoch verschiedene Gebietsreformen im Norddeutschen Fußball, die die Regionen Lübeck und Eutin mehr und mehr an den Spielbetrieb in der preußischen Provinz Schleswig-Holstein heranführten. Schlussendlich erfolgte sowohl sportlich als auch – mit dem Groß-Hamburg-Gesetz von 1937 – politisch der vollständige Anschluss an das Gebiet des heutigen Landes Schleswig-Holstein. Sportlich erzielten die Fußballer aus der Rosenstadt in diesen Jahren keine größeren Erfolge mehr: 1934/35 nahmen sie letztmals vor Kriegsanfang am Spielbetrieb auf der zweithöchsten Ligaebene teil, ehe sie vor Beginn der Saison 1935/36 auf eine weitere Zugehörigkeit zur Bezirksliga verzichteten und bis zum Beginn des Zweiten Weltkriegs nur noch in niedrigeren Spielklassen an den Start gingen. Der Spielbetrieb Im Verein wurde auch nach Kriegsbeginn teilweise fortgesetzt, im Jugendfußball ist für 1942 unter anderem ein Gewinn der Meisterschaft im Bann 187 der Hitlerjugend belegt.

#### 1945 – 1952: Erste Erfolge auf Landesebene
In den ersten Jahren nach dem Zweiten Weltkrieg ließen sich in Eutin zahlreiche Heimatvertriebene aus den Gebieten östlich der Oder-Neiße-Grenze nieder. Dies wirkte sich nicht zuletzt auch auf den Eutiner Fußball aus und trug dazu bei, dass die 08-Fußballer in den kommenden Jahren zur Landesspitze gehörten. Die ersten Fußballspiele absolvierten die Eutiner zunächst gegen englische Militärmannschaften, ehe gegen Ende des Jahres 1945 auch wieder um Punkte gespielt wurde. Zwar nahm die ESV in der ersten Nachkriegsspielzeit noch nicht am Spielbetrieb der A-Klasse im Bezirk Lübeck teil, qualifizierte sich jedoch durch einen 1:0-Erfolg in der Aufstiegsrunde gegen den TSV Mölln für die zweite Saison der höchsten Lübecker Spielklasse. In der „Ersten Klasse Lübeck, Staffel B“ waren die 08-Fußballer zum ersten und bisher einzigen Mal in ihrer Vereinsgeschichte in der Erstklassigkeit vertreten, wenngleich diese zum damaligen Zeitpunkt alleine innerhalb Schleswig-Holsteins schon in mindestens sechs Staffeln ausgetragen wurde. Am Saisonende landeten die Eutiner knapp hinter dem Lübecker BV-Phönix und waren als Vizemeister direkt für die Ost-Staffel der Landesliga Schleswig-Holstein qualifiziert. Darüber hinaus durfte Eutin an der anschließenden Landesmeisterschaft Schleswig-Holstein 1946/47 teilnehmen, in welcher zwei Teilnehmer für die Oberliga Nord – der neuen höchsten Spielklasse für die künftigen Länder Niedersachsen, Bremen, Hamburg und Schleswig-Holstein – ermittelt wurden. Bereits in der ersten Hauptrunde unterlag man jedoch Gut-Heil Neumünster mit 2:3 und ging dementsprechend in der Landesliga an den Start.
Dort stand gleich eine weitere Qualifikations-Spielzeit an, da die dreigleisige Landesliga möglichst zügig in einer Staffel zusammengeführt werden sollte. In der Ost-Staffel trafen die Kreisstädter auf mehrere Mannschaften aus den kreisfreien Städten Kiel und Lübeck, die zu dieser Zeit das fußballerische Geschehen in der Region dominierten. Eutin 08 schaffte es jedoch als einziger Verein außerhalb der beiden Großstädte, eine sportlich konkurrenzfähige Mannschaft zusammenzustellen und sicherte sich am Ende hinter Kilia Kiel und dem LBV-Phönix den dritten Platz und die damit verbundene Qualifikation für die eingleisige Landesliga. Die dominierende Rolle im ländlichen Raum verdeutlicht nicht zuletzt auch der Blick auf ein Vergleichsspiel mit der Auswahl der kreisfreien Stadt Lübeck aus dem März 1948: Abgesehen von je einem Spieler des NTSV Strand 08 und des TSV Pansdorf setzte sich die Stammelf der Eutiner Kreisauswahl zu diesem Zeitpunkt ausschließlich aus Fußballern der ESV-Mannschaft zusammen. Auf höherer Ebene waren mehrere Spieler aus Eutin wie Hans Zaworka oder Horst Rahn auch Teil der Lübecker Auswahl, in der ansonsten hauptsächlich Spieler aus den beiden großen Lübecker Vereinen Phönix und VfB vertreten waren.
In der Landesliga sollte gleich die erste Spielzeit nach Zusammenführung der drei Staffeln zur erfolgreichsten Saison der Rosenstädter werden. Lange Zeit lieferte man sich in diesem Jahr ein Kopf-an-Kopf-Rennen mit dem Itzehoer SV, dessen Mannschaft sich vor allen Dingen aus ehemaligen Spielern des VfB Königsberg zusammensetzte. Die Eutiner agierten dabei nicht nur besonders heimstark und blieben im eigenen Stadion ungeschlagen, sondern brachten mit Itzehoe, Kilia Kiel und Phönix Lübeck auch allen weiteren Spitzenmannschaften der Saison 1948/49 (ihre zum Teil einzigen) Heimniederlagen bei. Bei den Mannschaften aus dem mittleren und unteren Tabellendrittel holten die Ostholsteiner jedoch nur vier von sechzehn möglichen Punkten und brachten sich somit selbst um eine bessere Ausgangslage im Titelrennen. Kurz vor Saisonende verpasste die ESV durch ein 1:1-Unentschieden im Heimspiel gegen den ISV die letzte Möglichkeit, Punktgleichheit mit den Steinburgern herzustellen und die Landesmeisterschaft noch einmal in greifbare Nähe zu rücken.
Eine weitere Chance auf die Teilnahme an der Aufstiegsrunde zur erstklassigen Oberliga sollten die Eutiner anschließend nicht mehr erhalten: Aus unterschiedlichen Gründen, die oft mit der Flüchtlingssituation zusammenhingen, verließen einige Leistungsträger in den Jahren ab 1949 die Vizemeister-Mannschaft. Damit einher ging eine zügige Verschlechterung des Teams, das sich bereits 1949/50 im Abstiegskampf wiederfand. Nachdem der Klassenerhalt noch zwei Mal mit einem knappen Vorsprung gesichert wurde, erfolgte 1951/52 – trotz einer Aufstockung der Landesliga auf 16 Mannschaften – der Abstieg aus der höchsten Landesspielklasse.

#### 1952 – 1972: Spielzeiten im unterklassigen Fußball
Im Anschluss an die erfolgreichen Nachkriegsjahre schieden die Eutiner dementsprechend wieder aus der erweiterten Landesspitze aus und verbrachten rund zwei Jahrzehnte in den Spielklassen auf der unteren regionalen Ebene. Gerade in den 1950er Jahren drohte dabei der sportliche Absturz, als der Verein nicht nur die lokale Führungsrolle abgeben musste, sondern 1957 auch mit nur sieben Pluspunkten aus der drittklassigen Bezirksliga abstieg. Die Kreisstädter kehrten jedoch nach nur einer Kreisliga-Spielzeit wieder auf die Bezirksebene zurück und gehörten für die kommenden Jahre auch stets zur Spitzengruppe ihrer Spielklassen. Mehrfach hatten die ESV-Fußballer die Gelegenheit, den Wiederaufstieg in die Amateurliga zu erreichen: 1961 nahmen sie als Bezirksliga-Meister an der Aufstiegsrunde teil, scheiterten aber als Letztplatzierte recht deutlich. Auch drei weitere Teilnahmen an den Aufstiegsspielen verliefen zu dieser Zeit erfolglos, 1966 misslang der Aufstieg als Gruppenzweiter hinter dem VfB Kiel, gegen den Eutin 08 das entscheidende Spiel mit 6:1 auf der Kieler Waldwiese verlor.

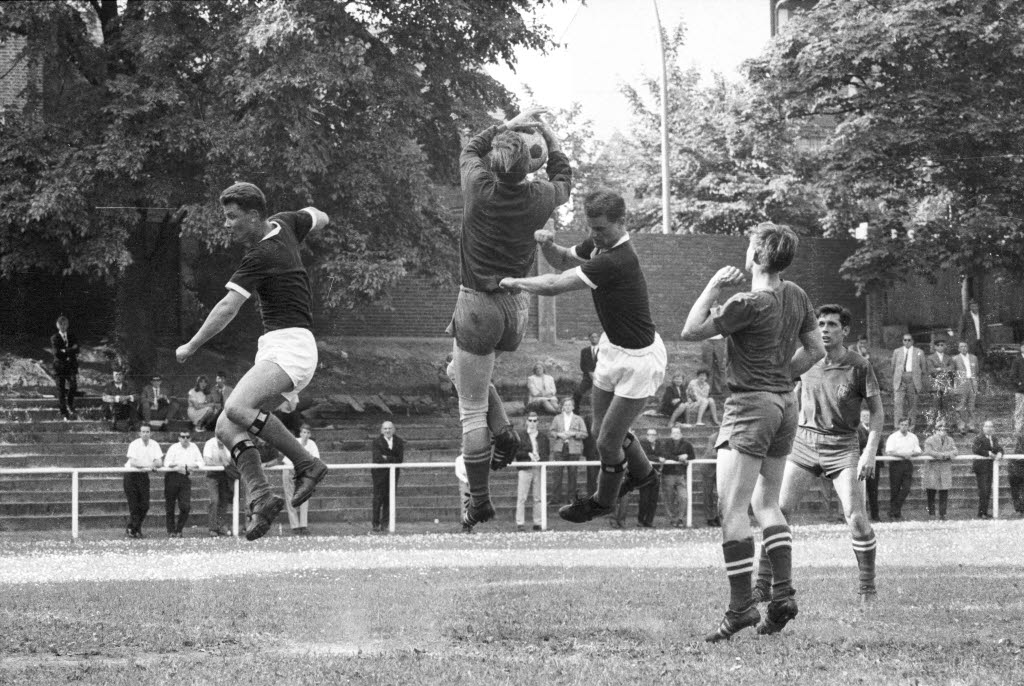
Aufstiegsspiel beim VfB Kiel 1966

Trotz der langjährigen Zugehörigkeit zu tieferen Spielklassen gelang es den Rosenstädtern 1965 erstmals, auch überregional auf sich aufmerksam zu machen: Im Pokalwettbewerb des Norddeutschen Fußballverbandes setzte sich die ESV-Elf überraschend in der 1. Hauptrunde gegen den damaligen Regionalligisten SC Victoria Hamburg mit 3:1 durch und bezwang anschließend auch die TSG Bergedorf mit 1:0. In der dritten und entscheidenden Hauptrunde ging es im eigenen Stadion gegen den FC St. Pauli um die Qualifikation für den DFB-Pokal. Vor 3.500 Zuschauern auf dem Eutiner Waldeck wurden die Hamburger ihrer Favoritenrolle jedoch gerecht und siegten souverän mit 4:0.
Im Ligaspielbetrieb stand 1966/67 eine Reform an, in deren Rahmen zwischen den Bezirksligen und der Amateurliga eine Verbandsliga in zwei Staffeln eingeführt werden sollte. Nachdem Eutin 08 in den vorangegangenen acht Jahren stets unter den Top vier der eigenen Bezirksligastaffel platziert war, verpasste der Verein ausgerechnet in der Qualifikationssaison die notwendige Platzierung im oberen Tabellendrittel und war fortan nur noch fünftklassig. Erst am Ende der 1960er Jahre sollte Trainer Horst Rahn, der in der Nachkriegszeit einer der Hauptleistungsträger in der ESV-Mannschaft war, die Rückkehr in den höherklassigen Amateurfußball einleiten. Er stellte einen Kader zusammen, der wieder über die Bezirksgrenzen hinaus konkurrenzfähig wurde und erzielte schnell sportliche Erfolge: 1970 und 1971 schaffte das Team den Durchmarsch in die Landesliga und kehrte nach zwanzig Jahren Abwesenheit in die höchste Verbandsspielklasse zurück.

#### 1972 – 1990: Vorstoß in die Verbandsliga-Spitze
Die ersten Spielzeiten in der Landesliga waren von den Bemühungen geprägt, sich dauerhaft in der Spielklasse zu halten, die nach Einführung der 2. Fußball-Bundesliga zur Saison 1974/75 von der dritten auf die vierte Ligaebene abrutschte. Dies sollte den ESV-Fußballern insgesamt sicher gelingen; einzig in ihrem dritten Landesliga-Jahr (1974/75) waren die Eutiner noch einmal bis zum Ende in den Abstiegskampf verwickelt, da drei SHFV-Mannschaften aus der Oberliga abstiegen und sich die Anzahl der Abstiegsplätze in der Landesliga dementsprechend verdoppelte. Ab 1977 gelang es den Blau-Roten schließlich, sich allmählich in die Spitzengruppe der Spielklasse vorzuarbeiten. Mit Wolfgang Kröger vom TSV Neustadt verpflichteten sie in diesen Jahren einen weiteren ehemaligen 08-Fußballer als Trainer. Kröger verstärkte die Mannschaft um zahlreiche junge Talente aus der Region und sollte mit dem neuen Team 1979/80 erstmals erfolgreich sein: Insbesondere die Stammformation im Angriff um Norbert Pantel und den späteren Torschützenkönig Hans-Friedrich Brunner (29 Treffer) trug maßgeblich dazu bei, dass die Vizemeisterschaft zum zweiten Mal nach 1949 in die Rosenstadt ging. Damit verbunden war auch die erstmalige Teilnahme an den Aufstiegsspielen zur Oberliga Nord, die der SHFV-Vertreter als Zweitplatzierter hinter dem Hummelsbütteler SV beendete. Am letzten Spieltag der engen Aufstiegsrundengruppe unterlagen die Holsteiner in einem torreichen Spiel nach einer 3:0-Führung noch mit 3:4 gegen SFL Bremerhaven.
Nichtsdestotrotz wurde unter Präsident Fritz Latendorf weiterhin das Ziel ausgegeben, kurz- oder mittelfristig den Aufstieg in die dritte Liga zu schaffen. 1980/81 setzten sich die Eutiner in einem spannenden Meisterschafts-Rennen mit dem Heider SV durch und schlossen die Saison nach einem nahezu punktverlustfreien Saisonendspurt mit einem 2:0-Sieg gegen Schleswig 06 ab. Der bis dahin größte Erfolg der Vereinsgeschichte berechtigte erneut zur Teilnahme an der Aufstiegsrunde, in der man dieses Mal allerdings völlig chancenlos blieb und den letzten Platz belegte. Anschließend erfolgte ein Umbruch in der Mannschaft, da Trainer Wolfgang Kröger den Verein aus persönlichen Gründen verließ und mehrere Leistungsträger zu höherklassigen Vereinen wechselten. Einige zentrale Akteure der Meisterschaft kehrten jedoch zügig nach Eutin zurück, so dass Mitte der 1980er Jahre ein erneuter Anlauf zur Oberliga-Qualifikation gestartet werden konnte: Die Ostholsteiner zählten 1984/85 von Anfang an zum erweiterten Kreis der Meisterschaftskandidaten und distanzierten als Vizemeister sowohl den aufstrebenden FC Kilia Kiel als auch den VfB Lübeck. Die anschließende dritte Teilnahme an der Aufstiegsrunde endete mit dem zweiten Platz hinter der Amateurmannschaft von Eintracht Braunschweig, so dass der Aufstieg erneut knapp verpasst wurde. Außerhalb des Ligaspielbetriebs erhielten die Eutiner in dieser Spielzeit zudem die zweite Gelegenheit zur Teilnahme am DFB-Pokal, indem sie erstmals in ihrer Geschichte das Finale des SHFV-Pokals erreichten. Dort unterlagen die Rosenstädter durch ein Eigentor dem Itzehoer SV mit 0:1.
Nach mehreren enttäuschenden Platzierungen im unteren Mittelfeld sorgte der Einstieg des Mäzens Stefan Oppermann schließlich dafür, dass die ESV-Fußballer wenige Jahre später ihr Ziel verwirklichen konnten. Mit Hilfe des Sponsors konnten neben mehreren prominenten Amateurspielern aus der Region Lübeck auch ehemalige Profispieler wie Horst Feilzer und Norbert Bebensee an das Waldeck geholt werden. Zudem verstärkten sich die Eutiner auf der Trainerposition mit dem langjährigen HSV-Spieler Peter Nogly, der den VfB Lübeck zuvor zu zwei Verbandsliga-Meisterschaften geführt hatte, und gingen daher als Top-Favorit in die Saison 1989/90. Diese war auf Landesebene zunächst durch die Auseinandersetzung mit dem VfB Lübeck geprägt, gegen den die Ostholsteiner mit einem 1:0 vor 3.800 Zuschauern auf der Lohmühle einen Auswärtssieg erzielten, der unter den Anhängern des Vereins bis heute als einer der bedeutendsten Erfolge der Vereinsgeschichte gilt. Sowohl im Bezirkspokal als auch in der Verbandsliga hatten die Hansestädter am Ende zwar knapp die Nase vorn, allerdings qualifizierten sich beide Mannschaften mit deutlichem Vorsprung vor dem VfB Kiel für die Aufstiegsrunde zur Oberliga. Im vierten Anlauf verlief diese für Eutin 08 erfolgreich: Nachdem man hinter dem VfL Stade erneut den zweiten Platz der Runde belegte, durften die ESV-Fußballer infolge der Zweitliga-Aufstiege des VfB Oldenburg und des TSV Havelse in die Oberliga nachrücken.

#### 1990 – 2014: Drittliga-Spielzeit und Absturz in die Kreisliga

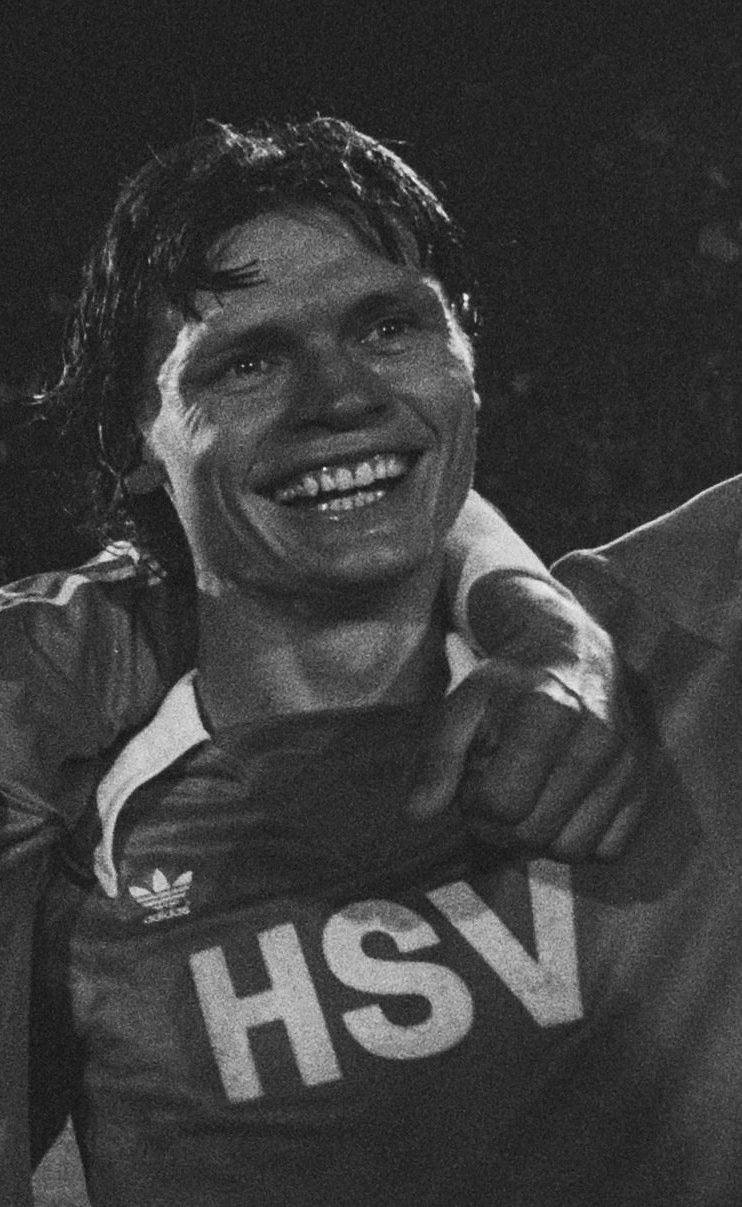
Der frühere Bundesligaspieler Peter Nogly führte die ESV 1990 in die dritte Liga

In der Oberliga wurden dem hochkarätig besetzten Kader der Holsteiner, die sich mit weiteren erfahrenen Neuzugängen verstärken konnten, zunächst sehr gute Chancen auf eine dauerhafte Etablierung eingeräumt. Obwohl der Nogly-Elf in den Auftritten gegen Spitzenmannschaften wie dem VfL Wolfsburg (0:1) oder Holstein Kiel (0:1) mehrfach gute Auftritte bescheinigt wurden, erfüllte die Mannschaft die in sie gesetzten Erwartungen jedoch nicht. Erst am neunten Spieltag erzielte die ESV ihren ersten Saisonsieg, so dass sich der Abstieg schon im frühen Saisonverlauf abzeichnete und bereits Mitte der Rückrunde rechnerisch besiegelt war. Am Ende belegte die Mannschaft mit nur 22 Punkten den vorletzten Platz vor dem SV Arminia Hannover und wies mit nur 313 Besuchern pro Spiel auch den niedrigsten Zuschauerschnitt der Liga auf.
Nach dem Abstieg aus der Oberliga verließen nicht nur Trainer Nogly und zahlreiche Leistungsträger das Team, sondern auch Sponsor Oppermann, der fortan den SV Sereetz unterstützte. Dies schwächte die Fußballer aus der Rosenstadt enorm und sorgte – ähnlich wie vier Jahrzehnte zuvor – für einen zügigen Absturz der Mannschaft in den unterklassigen Fußball: 1991/92 belegten die Eutiner punkt- und torgleich mit dem TSV Büsum den letzten zum Klassenerhalt ausreichenden Platz und verloren das notwendige Entscheidungsspiel mit 2:4 nach Verlängerung. Zwei Jahre später stiegen die Eutiner auch aus der Fünftklassigkeit direkt ab, so dass die kommenden Jahrzehnte wieder von der Zugehörigkeit zu tieferen Spielklassen geprägt sein sollten. 1997 mussten die Ostholsteiner mit dem Abstieg aus der Bezirksliga erstmals den Gang in die Siebtklassigkeit antreten und konnten sich auch in der Bezirksklasse zunächst nur äußerst knapp behaupten. Erstmals seit Kriegsende musste Eutin 08 mit der BSG Eutin zu dieser Zeit auch wieder einen stadtinternen Konkurrenten vorbeiziehen lassen.
Auch Im ersten Jahrzehnt der 2000er Jahre kamen die Kreisstädter nicht über die Spielklassen der Kreis- oder Bezirksebene hinaus. Nach einer Ligareform gehörten sie zwar ab 2008 bereits für einige Jahre der sechstklassigen Verbandsliga an – eine schrittweise Rückkehr in die höheren Ebenen des schleswig-holsteinischen Fußballs gelang aber erst nach einem weiteren Abstieg in die Kreisliga: Mit einer sportlichen und strukturellen Neuaufstellung, die auch mit Hilfe der finanziellen Unterstützung eines Eutiner Autohändlers vorangetrieben wurde, setzten sich die Eutiner Verantwortlichen zu diesem Zeitpunkt das Ziel, mittelfristig in die Schleswig-Holstein-Liga zurückzukehren. Hierfür wurde in der Rückrunde der Kreisliga-Saison 2012/13 mit Hans-Friedrich Brunner ein weiteres Mal ein ehemaliger Leistungsträger als Trainer verpflichtet. Brunner führte zuvor bereits den SV Eichede an die Spitze der Schleswig-Holstein-Liga und sollte dies auch mit den Blau-Roten wiederholen können: Im Anschluss an die Kreismeisterschaft folgte mit dem Titelgewinn in der Verbandsliga Süd-Ost nach über zwanzig Jahren die Rückkehr der Mannschaft in die höchste Spielklasse des Landes Schleswig-Holstein.

#### Seit 2014: Eutin 08 in der Ober- und Regionalliga
Auch dort spielten die Rosenstädter auf Anhieb eine gute Rolle und zählten durch die Verpflichtungen mehrerer regionalligaerfahrener Akteure schon in ihrer Aufstiegssaison zum erweiterten Favoritenkreis auf die Meisterschaft. Nachdem Eutin 08 die erste Spielzeit auf dem vierten Platz abgeschlossen hatte, gehörte der Verein auch in der Saison 2015/16 zu den stärksten Mannschaften der Liga und reichte erstmals die Unterlagen für die Zulassung zur Regionalliga ein. Mit fünf Punkten Rückstand auf den SV Eichede wurde die Teilnahme an der Regionalliga-Aufstiegsrunde zunächst jedoch verpasst.
Aufgrund weiterer Verstärkungen im Hinblick auf Kader und Vereinsumfeld waren die Rosenstädter 2016/17 schließlich der unumstrittene Meisterschaftsfavorit. Die ESV, die am 1. Juli 2016 Peter Schubert als sportlichen Leiter verpflichtet hatte, wurde ihrer Favoritenrolle über den gesamten Saisonverlauf gerecht und gewann mit 21 Punkten Vorsprung vor der Zweitvertretung der KSV Holstein ihre zweite Landesmeisterschaft. Im Anschluss nahm die Brunner-Elf an der anvisierten Aufstiegsrunde teil, in der sie sich durch Siege gegen Eintracht Northeim (1:0) und den Bremer SV (2:0) bereits am zweiten Spieltag den ersten Platz und den damit verbundenen Regionalliga-Aufstieg sicherte. Da Altona 93 sich ebenfalls gegen Northeim und Bremen durchsetzte, wurde das Spiel gegen den Hamburger Vertreter nur noch als Pflichtfreundschaftsspiel ausgetragen (Endstand 0:0) und hatte keine Auswirkungen mehr auf die Abschlusstabelle. Bereits im Januar des Jahres waren die Ostholsteiner zudem beim SHFV-Hallenmasters erfolgreich: Bei der 19. Auflage des Wettbewerbs, dem im Schleswig-Holsteinischen Fußball eine hohe Bedeutung beigemessen wird, zogen sie erstmals ins Endspiel ein und unterlagen dort vor 1.000 mitgereisten Zuschauern dem ETSV Weiche mit 2:4.
Wie schon 1991 gestaltete sich das Jahr in der überregionalen Spielklasse schwierig: Nach einem sportlich erfolglosen und von mannschaftsinternen Differenzen begleiteten Saisonstart trat Trainer Brunner bereits im Oktober zurück. Nachdem die Eutiner zu diesem Zeitpunkt bereits einen großen Rückstand auf die nicht-Abstiegsplätze aufwiesen, verließen sie mit einer Erfolgsserie zwar noch vor der Winterpause den letzten Tabellenplatz und erzielten auch einen Punktgewinn beim späteren Meister SC Weiche Flensburg 08 – im Verlauf der Rückrunde vergrößerte sich der Abstand auf das rettende Ufer jedoch wieder erheblich, so dass die Ostholsteiner die Klasse letztlich als Vorletzter wieder verlassen mussten. Nach dem Umbruch, der in der Mannschaft infolge des Abstiegs aus der vierten Liga erfolgte, gerieten die Rosenstädter auch in der Oberliga-Saison 2018/19 kurzzeitig in Abstiegsgefahr. Anders als in den 1990er-Jahren stabilisierte sich das Team allerdings und erzielte eine Platzierung im gesicherten Mittelfeld. Gleiches gelang Eutin 08 auch in der Saison 2019/20, die infolge der COVID-19-Pandemie vorzeitig abgebrochen wurde.

#### Ligazugehörigkeit
Auch wenn es sich bei den Eutiner Herren nicht um eine klassische Fahrstuhlmannschaft handelt, war die Nachkriegszeit von mehreren Zeitabschnitten geprägt, die mit sehr gegensätzlichen Resultaten verbunden waren. So gehörte man einerseits in den 1940er, 1980er und 2010er Jahren zu den Spitzenvereinen Schleswig-Holsteins und belegt in der ewigen Tabelle der Oberliga Schleswig-Holstein den elften Platz; andererseits verbrachten die Ostholsteiner auch mehrere Jahrzehnte in Folge auf den unteren Spielklassenebenen. Die folgende Zeitleiste gibt einen Überblick über das Liganiveau, auf dem die ESV-Herren seit 1945 agierten:

#### Erfolge
- Meister der Schleswig-Holstein Liga und Aufstieg in die Regionalliga Nord 2016/2017
- Teilnahme an der drittklassigen Oberliga-Nord 1990/91
- Vizemeister der Amateurliga Schleswig-Holstein 1948/49
- Meister der Verbandsliga Schleswig-Holstein 1980/81
- Vizepokalsieger Schleswig-Holstein 1984/85

#### Ehemalige Spieler und Trainer
Eine Liste aller Spieler und Trainer, die für Eutin 08 mindestens in 25 Spielen einer überregionalen Spielklasse zum Einsatz kamen, befindet sich in der Liste der Spieler und Trainer von Eutin 08.

#### Anhänger und Rivalitäten
| Logo | Verein         | Jahre |
| ---- | -------------- | ----- |
|      | NTSV Strand 08 | 16    |
|      | Eutin 08       | 16    |
|      | TSV Pansdorf   | 10    |
|      | Oldenburger SV | 8     |
|      | SV Sereetz     | 1     |

Das Zuschauerinteresse an der Eutiner SV 08 war historisch stark schwankend. Ähnlich wie bei den weiteren Vereinen der Landesliga Schleswig-Holstein waren in der unmittelbaren Nachkriegszeit Spiele mit weit über 1.000 Besuchern keine Seltenheit, das allgemeine Interesse an dieser Spielklasse ging jedoch bereits in den 1950er-Jahren merklich zurück. In den 1980er Jahren gehörte die ESV phasenweise zu den Vereinen mit dem höchsten Zuschauerschnitt in Schleswig-Holstein, allerdings kehrte sich dieser Trend ausgerechnet in der Drittliga-Saison 1990/91 um: Unter allen 54 Mannschaften, die von 1974 bis 1994 in der Amateuroberliga vertreten waren, erzielte Eutin 08 mit seinen 313 Besuchern aus der Saison 1990/91 den niedrigsten Zuschauerschnitt. Mit dem Wiederaufstieg in die Schleswig-Holstein-Liga im Jahr 2014 gehörten die Eutiner ein weiteres Mal zu den Vereinen mit dem höchsten Zuschauerspruch im Landesvergleich, wobei in dieser Phase der Vereinsgeschichte auch wieder an die hohen Besucherzahlen der 1980er-Jahre angeschlossen werden konnte: Zum Aufstiegsrundenspiel gegen Eintracht Northeim kamen 1.650 Zuschauer ans Waldeck, gegen den VfB Lübeck kamen in der darauffolgenden Regionalliga-Saison 1.853 zahlende Gäste zu einem ESV-Heimspiel. Seit 2018 haben sich die Zahlen wieder auf dem jeweiligen Ligadurchschnitt eingependelt.
Aufgrund der unterschiedlichen Ligazugehörigkeiten und mehrerer einschneidender Gebietsreformen bildete sich über lange Zeit keine dauerhaft bestehende sportliche Rivalität mit anderen Vereinen. Zu erfolgreicheren Zeiten wurde von Seiten der Eutiner insbesondere den Duellen mit dem VfB Lübeck eine besondere Bedeutung beigemessen, so dass diese Spiele auch stets für ein weit überdurchschnittliches Zuschauerinteresse in der Rosenstadt sorgten. Die entsprechenden Derbys besitzen aus Sicht der – in den vergangenen Jahrzehnten oft klassenhöheren – Lübecker jedoch keine vergleichbare Relevanz mehr. Auch bei den Spielen gegen die regionalen Konkurrenten aus Oldenburg in Holstein, Timmendorfer Strand oder Pansdorf besteht zwischen den Verantwortlichen und Anhängern nur in begrenztem Umfang eine weitergehende Rivalität, die Spiele sorgen aber nichtsdestotrotz für ein überdurchschnittliches Zuschaueraufkommen und sind auch im Landesvergleich von Bedeutung: Ostholstein ist im Hinblick auf die gesammelten Punkte in der höchsten SHFV-Klasse nach wie vor (Stand: 2020) der erfolgreichste Flächenkreis.

### Weitere Mannschaften
Im Seniorenbereich verfügt der Verein in der Regel über mehrere Mannschaften, die zweite Mannschaft geht 2020/21 in der achtklassigen Kreisliga Ost an den Start. Historisch ist die Meldung einer zweiten Mannschaft spätestens für das Jahr 1913 belegt, die Anzahl der gemeldeten Teams variierte dabei in der Vereinsgeschichte erheblich und erreichte in den 1980er Jahren mit zeitweise fünf Herrenmannschaften ihren Höchststand. Die sportlich erfolgreichste Saison der Reservemannschaft war die Spielzeit 1977/78, als die Eutiner SV 08 II auf Landesebene vertreten war und als Viertplatzierter der Verbandsliga Süd nur zwei Punkte hinter einem Aufstiegsplatz zur höchsten Landesspielklasse lag – da die erste Mannschaft in der gleichen Saison jedoch den Aufstieg in die Oberliga verpasste, wäre ein Aufrücken der zweiten Mannschaft ohnehin nicht möglich gewesen.
Die Jugendarbeit des Vereins war historisch mehrfach auf Landesebene erfolgreich und brachte immer wieder auch Verstärkungen für den Ligakader hervor. In den frühen 1990er Jahren stellten die Eutiner nicht nur mehrere Landesauswahlfußballer, sondern mit Maik Jekabsons auch einen Spieler im bundesdeutschen Kader für die U-16-Fußball-Europameisterschaft 1990. Auf überregionaler Ebene waren die ESV-Fußballer unter anderem mit ihrer U15 und ihrer U19 vertreten: Die C-Jugend nahm 1992 als SHFV-Landesmeister an der Endrunde um die Norddeutsche Meisterschaft teil und belegte nach Niederlagen gegen den späteren NFV-Meister VfB Oldenburg (3:4 nach Elfmeterschießen im Halbfinale) und den Bramfelder SV (0:5) den vierten Platz. Sechzehn Jahre später waren die A-Jugendlichen in der zweitklassigen Regionalliga des Norddeutschen Fußballverbandes vertreten, mussten die Spielklasse aber nach nur einer Saison wieder verlassen.
In jüngerer Zeit unterhielten die Ostholsteiner im Jugendbereich in verschiedenen Konstellationen auch Kooperationen mit benachbarten Vereinen: Seit der Spielzeit 2011/12 bildete der Verein im Jugendbereich eine Spielgemeinschaft mit der BSG Eutin und dem TSV Malente, die SG Eutin-Malente, die aber am Ende Saison 2017/18 wieder aufgelöst wurde. Zu Zeiten der SG Eutin/Malente war die ESV erstmals auch indirekt an weiblichen Jugendmannschaften beteiligt, wohingegen man als eigenständige Abteilung bisher weder über Frauen- noch über Juniorinnen-Teams verfügte.

### Stadion
In ihrer Vereinsgeschichte trainierten und spielten die Eutiner Fußballer an zahlreichen verschiedenen Orten innerhalb der Stadt. In der Anfangszeit des EFC wurde zunächst der Schulhof des Gymnasiums in der Plöner Straße – das heutige Carl Maria von Weber-Gymnasium – genutzt, wobei die ersten Fußballspiele auf dem Volksfestplatz an der Lübecker Landstraße ausgetragen wurden. Zu weiteren wichtigen Spielstätten wurden in den ersten Jahrzehnten nach der Vereinsgründung Sportplätze im Umfeld der Rettberg-Kaserne (Oldenburger Landstraße), zudem trainierten die Fußballer zeitweise auch auf dem Schulhof des Johann Heinrich Voß-Gymnasiums. Ab den 1930er Jahren wurde den ESV-Fußballern ein Rasenplatz im Seeschaarwald zur Verfügung gestellt, auch wenn die Platzverhältnisse es oft notwendig machten, weiterhin auf den Kasernenhof auszuweichen.
In unmittelbarer Nähe zum Seeschaarwald in Eutin-Fissau entstand in der Nachkriegszeit schließlich der Sportplatz Waldeck, der am 16. September 1951 mit einem Spiel zwischen den Herren der Eutiner SV 08 und des FC Kilia Kiel eingeweiht wurde (2:8). Das Stadion mit Laufbahn erhielt 2001 den Namen Fritz-Latendorf-Stadion und ist mittlerweile Teil eines größeren Sportgeländes, das neben Rasen- und Sandplätzen auch einen Kunstrasenplatz beherbergt und gemeinsam mit den benachbarten Fußballsparten der BSG Eutin, des TSV Fissau und des Neudorfer SV genutzt wird. Die Ligamannschaft von Eutin 08 trägt ihre Punktspiele mittlerweile ausschließlich auf dem A-Platz aus, einem unmittelbar an das Stadion grenzenden Nebenplatz, an dem im Zuge des Regionalliga-Aufstiegs umfangreiche Ausbaumaßnahmen vorgenommen wurden.

## Weitere Abteilungen
Neben der überregional in Erscheinung getretenen Fußballabteilung unterhielt der Verein in seiner Geschichte Angebote in den Sportarten Tennis, Segeln, Turnen, Leichtathletik, Tischtennis und Boxen sowie in den noch heute bestehenden Sparten Handball, Tanzen, Fitness & Gymnastik sowie Freizeitsport & Volleyball.

### Handball
Die ESV-Handballer waren in ihrer Geschichte als eigenständiger Verein überwiegend auf den unteren Spielklassenebenen aktiv. Insbesondere im Herren-Bereich stand man lange Jahre im Schatten der jeweils führenden Eutiner Handballvereine, wie den überregional erfolgreichen Abteilungen des PSV Eutin, der TS Riemann Eutin und des HTC Eutin. Eutin 08 war jedoch stets im Spielbetrieb vertreten und verblieb nach Auflösung der ebenfalls klassenhöheren HSG Schönwalde/Eutin von 2010 bis 2012 als letzter Eutiner Verein mit eigenständigen Herrenmannschaften. Mit seinen Jugendhandballern war die ESV in den ersten Nachkriegsjahrzehnten durch den Gewinn der Schülerinnen-Landesmeisterschaft in den Jahren 1959 (Feld) und 1961 (Halle) erfolgreich, spielte seitdem aber auch in diesem Bereich keine bedeutende Rolle mehr. Im Gegensatz zu den Herren und Junioren etablierten sich aber die Seniorinnen zeitweise oberhalb der Kreisebene und waren mit dem Aufstieg in die drittklassige Handball-Oberliga Schleswig-Holstein 1979 auch stadtintern die Nummer eins. Nachdem sie zweimal knapp den Klassenerhalt gesichert hatten, erfolgte 1982 als Letztplatzierter der Abstieg aus der höchsten Landesspielklasse.
Nachdem Eutin 08 von 2012 bis 2014 gemeinsam mit der TS Riemann Eutin die HSG Eutin bildete, schlossen sich die beiden Vereine 2014 mit dem TSV Malente und dem TSV Dörfergemeinschaft zur HSG Holsteinische Schweiz zusammen, die nach Mannschaftszahlen die fünftgrößte Handball-Spielgemeinschaft des Kreises ist – für sich genommen stellt Eutin 08 mit rund 150 Handballern die zehntgrößte der 18 Ostholsteiner Handballabteilungen. Obwohl die Mitgliederzahl der Sparte zwischen 2013 und 2019 um rund 50 Prozent zurückgegangen ist, verfügt der Verein damit im stadtinternen Vergleich nach wie vor über die meisten Senioren- sowie die zweitmeisten Jugendhandballer.

### Leichtathletik
Ab 1913 – damals noch unter dem Namen 1. Eutiner Fußballclub – wurde im Sportverein Leichtathletik betrieben. Die Sparte nahm 1933 den aus der Nähe von Eutin stammenden Olympiateilnehmer Hans-Heinrich Sievert als Ehrenmitglied auf und war durch den 1930 geborenen Läufer Jürgen Sievert auch bei den Deutschen Leichtathletik-Meisterschaften 1957 vertreten. Die Sparte löste sich zu Beginn der 1970er Jahre auf.

## Verweise
1. ↑  Das Feld des Fußballsports. Eine sozial- und kulturgeschichtliche Untersuchung zu den Anfängen des Fußballs in Schleswig-Holstein 1890-1914, Seiten 258/259
2. 1 2  Hardy Grüne, Legendäre Fußballvereine. Zwischen TSV Achim, Hamburger SV und TuS Zeven, Agon-Sportverlag, Kassel 2004
3. ↑  Mitgliederentwicklung der Eutiner Sportvereine, ermittelt durch die Arbeitsgemeinschaft Eutiner Sportvereine im Jahr 2018
4. ↑  Satzung der Eutiner SV 08
5. ↑  Bernd Schröder: Eutin: Keine Kandidaten: Wer führt Eutin 08? In: shz.de. 18. April 2019, abgerufen am 5. August 2020.
6. ↑  Achim Krauskopf: Eutin 08 hat vorerst keinen Vorsitzenden. In: shz.de. 27. April 2018, abgerufen am 5. August 2020.
7. 1 2  Eutiner Sportvereinigung von 1908 e. V.(Hrsg.): Chronik 100 Jahre Eutin 08, Eutin, 2008, Seite 19
8. ↑  Christian Jessen: VfB Lübeck: Ein Jahrhundert Fußballgeschichte in der Hansestadt. Die Werkstatt GmbH, 2019, ISBN 978-3-7307-0460-8, Die ersten Jahre: Aufstieg der Lübecker „Fußball-Polizisten“, S. 16 (google.com).
9. ↑  Lawrence D. Stokes: Kleinstadt und Nationalsozialismus: Ausgewählte Dokumente zur Geschichte von Eutin 1918–1945 (= Quellen und Forschungen zur Geschichte Schleswig-Holsteins, Band 82). Wachholtz, Neumünster 1988, ISBN 3-529-02182-2, Seite 446
10. 1 2  Hardy Grüne: 105 Jahre - Eutin 08 feiert Geburtstag. In: shz.de. 12. August 2013, abgerufen am 30. Juli 2020.
11. ↑  Eutiner Sportvereinigung von 1908 e. V.(Hrsg.): Chronik 100 Jahre Eutin 08, Eutin, 2008, Seite 23
12. ↑  Lübeck gegen Kreis Eutin in: Lübecker Nachrichten, 25. März 1948. Zitiert nach: Sportgeschichte VfL Oldesloe (Memento des Originals vom 3. August 2020 im Internet Archive)  Info: Der Archivlink wurde automatisch eingesetzt und noch nicht geprüft. Bitte prüfe Original- und Archivlink gemäß Anleitung und entferne dann diesen Hinweis.
13. ↑  Kieler Fußballtriumph als Abschluß In: Schleswig-Holsteinische Sport-Nachrichten vom 27. September 1947, zitiert nach: Peter Stäcker – Sportgeschichte VfL Oldesloe (Memento des Originals vom 3. August 2020 im Internet Archive)  Info: Der Archivlink wurde automatisch eingesetzt und noch nicht geprüft. Bitte prüfe Original- und Archivlink gemäß Anleitung und entferne dann diesen Hinweis.
14. ↑  Ostholsteiner Anzeiger vom 12. Mai 1958, Seite 8
15. ↑  Jankowski, Bernd, Pistorius, Harald, Prüß, Jens Reimer: Fußball im Norden : 100 Jahre Norddeutscher Fußball-Verband ; Geschichte - Chronik - Namen - Daten - Fakten - Zahlen. 1. Auflage. Agon Sportverlag, Kassel 2005, ISBN 3-89784-270-X.
16. 1 2  Eutiner Sportvereinigung von 1908 e. V.(Hrsg.): Chronik 100 Jahre Eutin 08, Eutin, 2008, Seite 30
17. ↑  Eutiner Sportvereinigung von 1908 e. V.(Hrsg.): Chronik 100 Jahre Eutin 08, Eutin, 2008, Seite 31
18. ↑  Christian Jessen: VfB Lübeck: Ein Jahrhundert Fußballgeschichte in der Hansestadt. Die Werkstatt GmbH, 2019, ISBN 978-3-7307-0460-8, Borchert meistert den Neuaufbau – Flocken schlägt gut ein, S. 161–163 (google.com).
19. ↑  Ostholsteiner Anzeiger vom 29. Mai 1995, Seite 19
20. ↑  Ostholsteiner Anzeiger vom 27. Mai 1997, Seite 19
21. ↑  Die im Ostholsteiner Anzeiger veröffentlichte Tabelle am 25. Mai 1998 führt Eutin 08 auf dem 13. Tabellenplatz. Allerdings ist ein Spiel des ein Punkt dahinter gelegenen SV Schashagen noch nicht berücksichtigt.
22. ↑  Ostholsteiner Anzeiger vom 25. Mai 1998, Seite 20
23. ↑  Ostholsteiner Anzeiger vom 31. Mai 1999, Seite 17
24. ↑  Hardy Grüne: Eutiner Oberliga-Ausflug endet schnell –. In: shz.de. 28. März 2011, abgerufen am 31. Juli 2020.
25. ↑  Waldeck-Legende und Kneipenkönig. In: shz.de. 12. Juli 2010, abgerufen am 28. August 2020.
26. ↑  Harald Klipp: 08-Abschied mit 2:5-Pleite. In: Ostholsteiner Anzeiger, Ausgabe vom 27. Mai 1997, Seite 19
27. ↑  Eutin 08: Mecki Brunner kehrt zurück. In: shz.de. 8. Februar 2013, abgerufen am 10. August 2020.
28. 1 2 3  Quotientenregelung
29. ↑  Roland Kenzo: SHL-Rückblick: Eutin 08 – Als Märchen auf Rosen gebettet › HL-SPORTS. In: hlsports.de. 10. August 2020, abgerufen am 10. August 2020.
30. ↑  Harald Klipp: Aufstieg als Option. In: shz.de. 5. März 2015, abgerufen am 28. August 2020.
31. ↑  Volker Giering: Es geht los! Tempo, Tore, Titel – Fußballer und Fans im Kreis Ostholstein freuen sich auf die neue Saison. In: Saisonstart SH-Liga, Verlagsbeilage der Lübecker Nachrichten vom 29. Juli 2016, Seite 2
32. ↑  Volker Giering: Mecki lässt die Muskeln spielen. In: Saisonstart SH-Liga, Verlagsbeilage der Lübecker Nachrichten vom 29. Juli 2016, Seite 6
33. ↑  Jannik Schappert: Eutin 08: Höhepunkt einer beeindruckenden Reise. In: shz.de. 23. Dezember 2017, abgerufen am 14. August 2020.
34. ↑  Volker A. Giering: Zu viele Baustellen: Darum steigt Eutin 08 aus der Regionalliga ab. In: sportbuzzer.de. 19. Mai 2018, abgerufen am 10. August 2020.
35. ↑  Christian Jessen: VfB Lübeck: Ein Jahrhundert Fußballgeschichte in der Hansestadt. Die Werkstatt GmbH, 2019, ISBN 978-3-7307-0460-8, Ewige Tabelle der Schleswig-Holstein-Liga (1948 bis 2019), S. 266 (google.com).
36. ↑  Jahre als erfolgreichste Mannschaft im Ligaspielbetrieb der Herren seit Bestehen des Kreises Ostholstein
37. ↑  Deutscher Sportclub für Fußballstatistiken (DSFS): Amateur-Oberliga Nord 1974–1979. Berlin 2010
38. ↑  vgl. unter anderem die Zuschauerzahlen 2015/16
39. ↑  Zum einen kam Eutin erst 1937 zu Schleswig-Holstein, zum anderen erfolgte bereits 33 Jahre später mit der Zusammenführung der Kreise Eutin und Oldenburg in Holstein zum neuen Kreis Ostholstein die nächste Kommunalreform.
40. ↑  siehe beispielsweise: Bernd Schröder: Regionalliga-Derby: Fans bleiben friedlich. In: shz.de. 2. September 2017, abgerufen am 6. August 2020.
41. ↑  Florian Möller: „Ostholstein-Derby“ in Eutin? – Au weia. In: vfb-luebeck.de. 1. September 2017, abgerufen am 6. August 2020.
42. ↑  vergleiche etwa im Bezug auf Oldenburg: Oberliga: Rönnau wieder dabei, 4. Sieg in Folge für VfB Lübeck II? › HL-SPORTS. In: hlsports.de. 6. August 2020, abgerufen am 6. August 2020.
43. ↑  Die Trauer wich rasch. In: Ostholsteiner Anzeiger vom 15. Juni 1992, Seite 17
44. ↑  Mitteilung auf der Seite der BSG Eutin (Memento des Originals vom 24. Dezember 2013 im Internet Archive)  Info: Der Archivlink wurde automatisch eingesetzt und noch nicht geprüft. Bitte prüfe Original- und Archivlink gemäß Anleitung und entferne dann diesen Hinweis.
45. ↑  sportbuzzer.de: Paukenschlag in Ostholsteins Jugend-Fußball: JFV Eutin/Malente löst sich auf (4. April 2018), abgerufen am 18. August 2019
46. ↑  Eutiner Sportvereinigung von 1908 e. V.(Hrsg.): Chronik 100 Jahre Eutin 08, Eutin, 2008, Seite 17
47. ↑  Eutiner Sportvereinigung von 1908 e. V.(Hrsg.): Chronik 100 Jahre Eutin 08, Eutin, 2008, Seite 70
48. ↑  Eutiner Sportvereinigung von 1908 e. V.(Hrsg.): Chronik 100 Jahre Eutin 08, Eutin, 2008, Seite 71
49. ↑  Terminkalender auf der Seite des Landtags Schleswig-Holstein
50. ↑  Die TS Riemann Eutin und der HTC Eutin waren in den 1990er Jahren Teil einer Spielgemeinschaft.
51. ↑  Handball-Archiv (Memento vom 9. August 2017 im Internet Archive)
52. ↑  Handball-Archiv (Memento vom 9. August 2017 im Internet Archive)
53. ↑  Bericht des Ostholsteiner Anzeigers vom 20. März 2014
54. ↑  Mitgliederstatistik des Landessportverbandes Schleswig-Holstein, Stand 1. Januar 2020
55. ↑  Eutiner Sportvereinigung von 1908 e. V.(Hrsg.): Chronik 100 Jahre Eutin 08, Eutin, 2008, Seite 55